# Khalfun
Khalfun (in arabo خلفون‎?; fl. IX secolo) fu il primo emiro di Bari durante il controllo da parte degli Arabi di questa città della Puglia.

## Biografia
Khalfun proveniva dall'emirato aghlabido nel nord Africa. Nel 847, questo comandante di origine berbera guidò le forze arabe per la conquista della città di Bari e si proclamò emiro della città. Successivamente, cercò di impadronirsi di Ragusa, ma fu respinto dai Bizantini.